# Santiago Oxtempan
Santiago Oxtempan är en ort i kommunen El Oro i delstaten Mexiko i Mexiko. Samhället hade 2 007 invånare vid folkräkningen år 2020 och ligger på hög höjd strax ost om El Oro de Hidalgo.